# Xã Lynn, Quận Lincoln, Nam Dakota
Xã Lynn (tiếng Anh: Lynn Township) là một xã thuộc quận Lincoln, tiểu bang Nam Dakota, Hoa Kỳ. Năm 2010, dân số của xã này là 298 người.